# بيير نيكولا دانكارفيل
بيير نيكولا دانكارفيل (بالفرنسية: Pierre Nicolas Le Chéron d'Incarville)‏ عالم نبات فرنسي ولد في 21 آب 1706 في لوفيير في شمال فرنسا وتوفي في 12 حزيران 1757. وكان ضمن حملة تبشيرية إلى الصين، وكان أول شخص يقوم بتقديم العديد من النباتات الهامة للغرب. وخلال اقامته كان أيضا ينشط في نشر المواد الأكاديمية بشأن الصين.